# Ernst Julius Hähnel
Ernst Julius Hähnel (9. března 1811, Drážďany – 22. května 1891, Drážďany) byl německý sochař a profesor na Akademii výtvarných umění v Drážďanech.

## Život

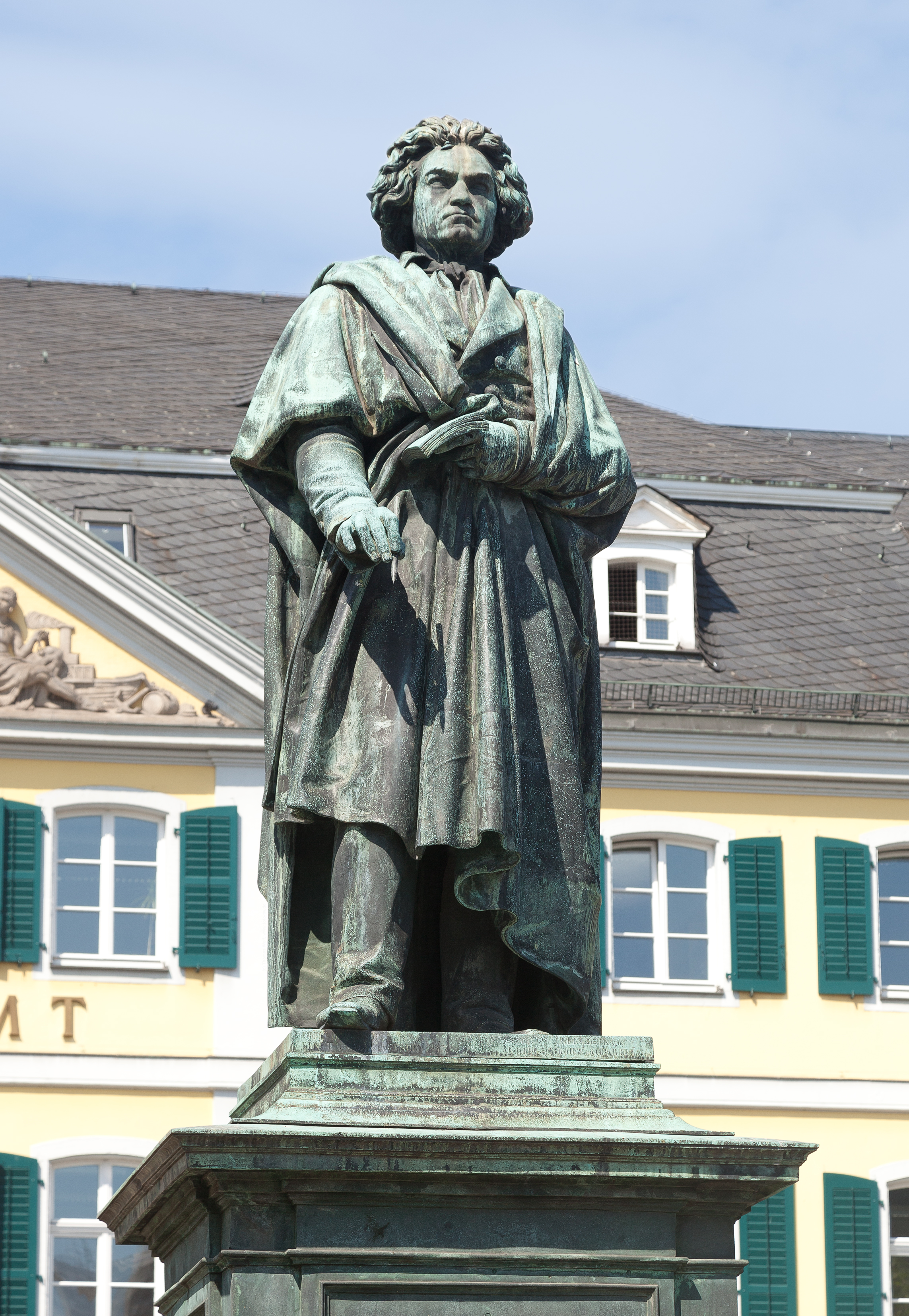
Beethoven, Bonn

Hähnel studoval architekturu na Akademii výtvarných umění v Drážďanech a v letech 1826–1831 navštěvoval Akademii výtvarných umění v Mnichově. Zde zprvu pokračoval ve studiu architektury, ale později studoval sochařství u Ludwiga Schwanthalera. Seznámil se zde s Ernstem Rietschelem. V roce 1831 byl na studijní cestě v Římě a následující rok navštívil s Gottfriedem Semperem Florencii.
Od roku 1835 Hähnel opět žil v Mnichově, ale roku 1838 ho Semper pověřil aby zhotovil některé sochy pro novou Dvorní operu v Drážďanech.
Roku 1845 Hähnel vytvořil sochu Ludwiga van Beethovena v Bonnu, která ho proslavila.
V roce 1846 u něj objednala k 500. výročí založení Univerzita Karlova čtyři metry vysokou sochu císaře Karla IV., kterou odhalila roku 1848 v sousedství Staroměstské mostecké věže na Křižovnickém náměstí v Praze.
V témže roce byl Hähnel jmenován profesorem na Drážďanské Akademii výtvarných umění a stal se vedle Ernsta Rietschela zakladatelem Drážďanské školy sochařství druhé poloviny 19. století. Mezi jeho žáky patřili Johanes Schilling, Carl Röder, Christian Behrens a také u něj nějaký čas (1872–1873) studoval Josef Václav Myslbek.
Hähnel jako sochař působil v Drážďanech, Vídni, Braunschweigu a Lipsku. V Drážďanech vytvořil pro Gemäldegalerie Alte Meister četné reliéfy a šest pískovcových soch - Alexandr Veliký, Lysippos, Michelangelo, Dante Alighieri, Raffael a Peter von Cornelius. Je také autorem jezdeckého pomníku krále Fridricha Augusta II. (1867), pomníku básníka Theodora Körnera (1871) a alegorických postav Architektury a Sochařství na budově drážďanské Akademie. Kopie Hähnelovy sochy Raffaela jsou v Berlíně a Lipsku.
Roku 1859 obdržel čestný doktorát na univerzitě v Lipsku a 11.10.1883 čestné občanství svého rodného města Drážďany. Obdržel řád Orden pour le Mérite für Wissenschaften und Künste. Zemřel v roce 1891 v Drážďanech, a byl pohřben na Starém katolickém hřbitově.

## Dílo

### Sochy a pomníky (výběr)

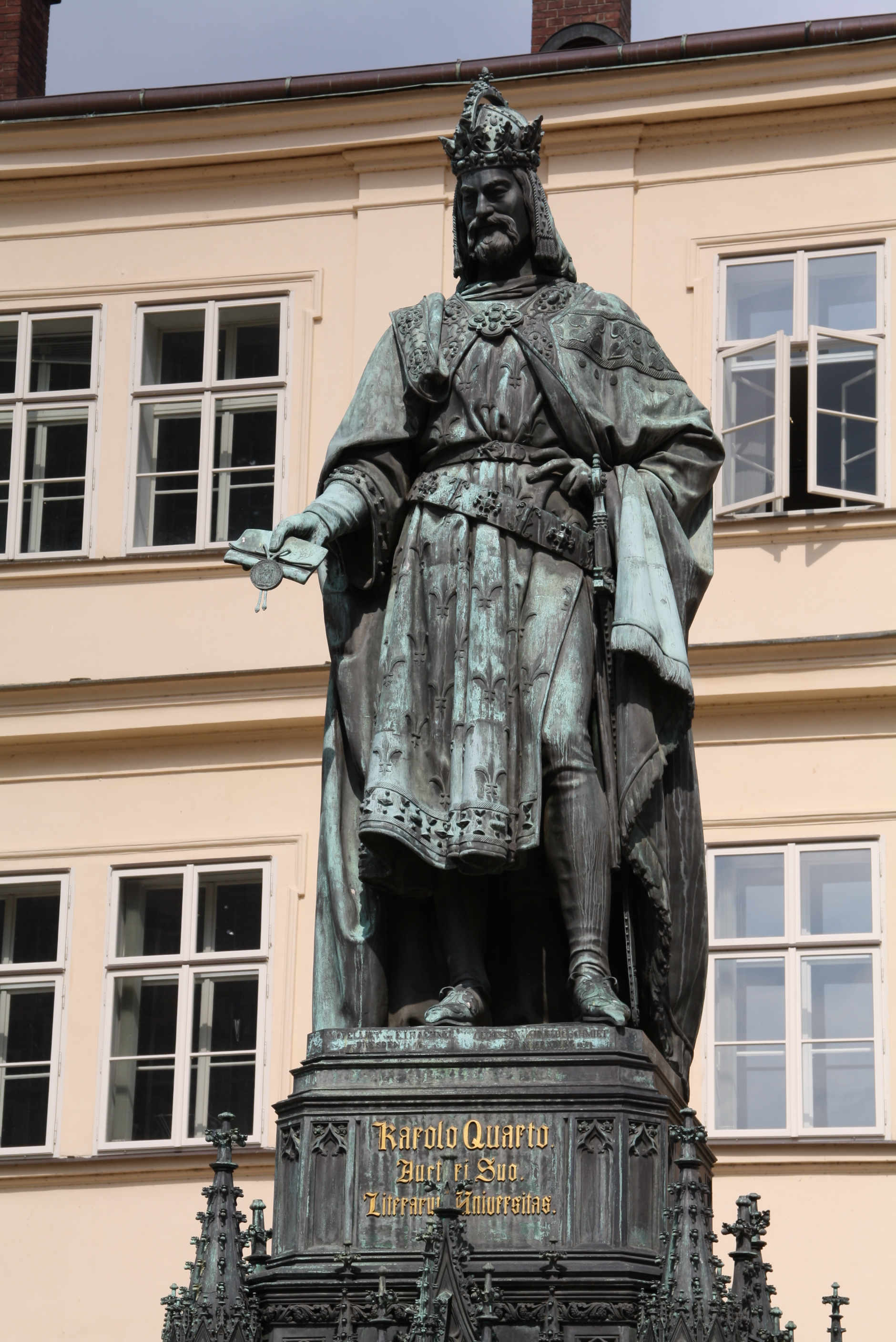
Pomník Karla IV., Křižovnické náměstí, Praha - Staré Město

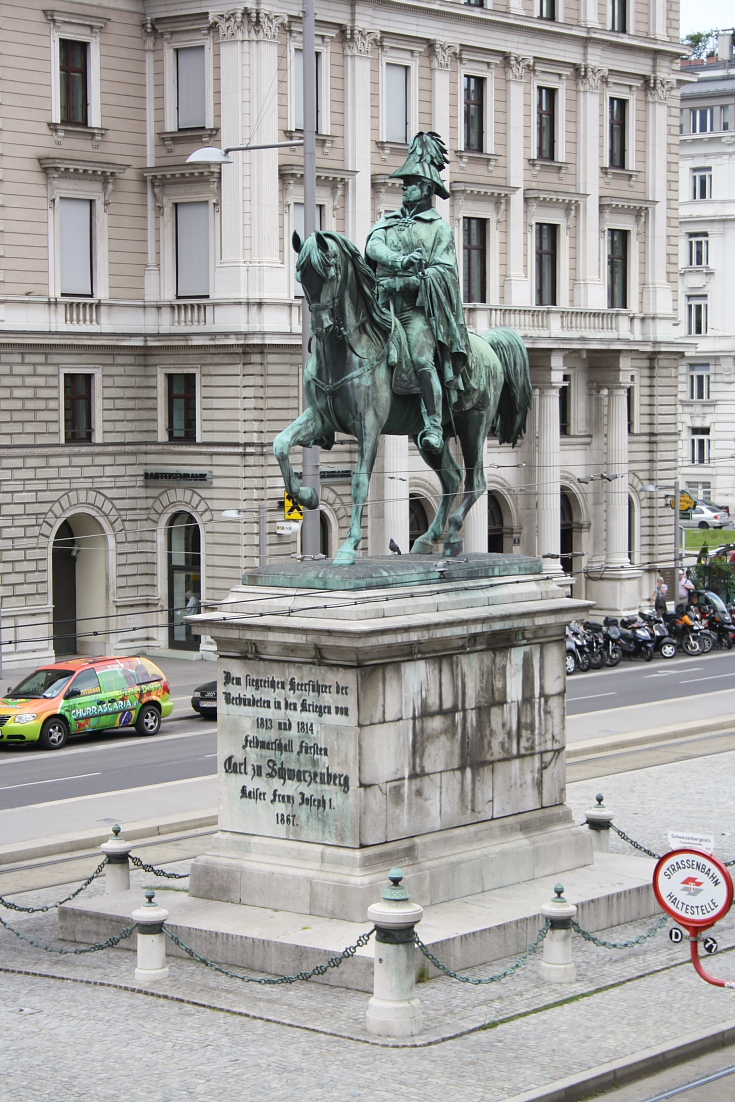
jezdecká socha Karla Filipa Schwarzenberga, Vídeň - Schwarzenbergplatz

- 1839 sochy pro Semperovu operu v Drážďanech (1869 zničena požárem)
- 1845 Socha Ludwiga van Beethovena v Bonnu
- 1846 Socha císaře Karla IV. v Praze
- 1867 socha krále Friedricha Augusta II. v Drážďanech
- 1867 jezdecká socha Karla Filipa Schwarzenberga, Vídeň - Schwarzenbergplatz
- 1871 Socha Theodora Körnera
- 1874 Jezdecká socha vévody Friedricha Wilhelma von Braunschweig-Wolfenbüttel, Braunschweig
- 1874 pamětní deska Ludwiga Tiecka na místě, kde stál jeho rodný dům v Drážďanech
- 1876 sochy Pegasa na Vídeňské státní opeře
- 1883 Památník Gottfrieda Wilhelma Leibnize v Lipsku